# Billy Tiffen
W. T. Tiffen, conegut com a Billy Tiffen   (Carlisle, p. dècada del 1910 - p. segle XX) va ser un pilot de motociclisme anglès que va destacar en competicions de trial durant la dècada del 1930. Entre altres èxits, el 1936 va guanyar l'Scott Trial i els Sis Dies d'Escòcia amb una Velocette, marca de la qual tenia un concessionari a Carlisle.